# Wadim Wladimirowitsch Chomizki
Wadim Wladimirowitsch Chomizki (russisch Вадим Владимирович Хомицкий; * 21. Juli 1982 in Woskressensk, Russische SFSR) ist ein russischer Eishockeyspieler, der zuletzt beim HK Sotschi aus der Kontinentalen Hockey-Liga unter Vertrag stand.

## Karriere
Wadim Chomizki begann seine Karriere als Eishockeyspieler in seiner Heimatstadt in der Nachwuchsabteilung von Chimik Woskressensk, für dessen Profimannschaft er in der Saison 1999/2000 sein Debüt in der Wysschaja Liga, der zweiten russischen Spielklasse gab. Gegen Ende seines Rookiejahres wechselte der Verteidiger innerhalb der Wysschaja Liga zum HK ZSKA Moskau, mit dem ihm in der Saison 2001/02 den Aufstieg in die Superliga erreichte. In den folgenden vier Jahren wurde er Stammspieler beim ZSKA, mit dem er in der Saison 2005/06 erst in der zweiten Playoff-Runde ausschied. 
Die Saison 2006/07 begann Chomizki bei den Iowa Stars in der American Hockey League. Deren Besitzer, die Dallas Stars, hatten den Russen bereits im NHL Entry Draft 2000 in der vierten Runde als insgesamt 123. Spieler ausgewählt, anschließend allerdings nie unter Vertrag genommen. Bei den Iowa Stars erzielte er in neun Spielen ein Tor und bereitete sechs Treffer vor. Daraufhin kehrte er in seine russische Heimat zurück und beendete die Spielzeit bei Chimik Moskowskaja Oblast. Auch die Saison 2007/08 begann er bei den Iowa Stars und beendete sie bei Chimik Moskowskaja Oblast. Ab der Saison 2008/09 stand der ehemalige Nationalspieler für Atlant Mytischtschi in der neu gegründeten Kontinentalen Hockey-Liga auf dem Eis. Diesen Namen hatte Chimik Moskowskaja Oblast zur Gründung der KHL gewählt.
Im Mai 2011 wurde Chomizki vom Ak Bars Kasan verpflichtet und absolvierte in den folgenden zwei Spieljahren knapp 90 KHL-Partien für den Verein, ehe er im Mai 2013 zu Torpedo Nischni Nowgorod wechselte. Für Torpedo sammelte er in der Saison 2014/15 drei Scorerpunkte in 36 KHL-Partien, ehe er im Dezember 2014 gegen Jewgeni Moser und Waleri Wassiljew vom HK Awangard Omsk eingetauscht wurde. Für Omsk kam er auf sieben Scorerpunkte in 27 Saisonspielen, ehe er im Mai 2015 zu Torpedo zurückkehrte.
Zwischen 2016 und 2019 spielte er für den HK Sotschi und war zeitweise dessen Mannschaftskapitän. Insgesamt kam er in drei Spieljahren auf 85 Einsätze in der KHL.

### International
Für Russland nahm Chomizki an der Weltmeisterschaft 2006 sowie 2005 und 2006 an der Euro Hockey Tour teil. In 20 Länderspielen bereitete er im Laufe dieser drei Turniere vier Tore vor.

## Erfolge und Auszeichnungen
- 2002 Aufstieg in die Superliga mit dem HK ZSKA Moskau

## KHL-Statistik
(Stand: Ende der Saison 2010/11)

## Privat
Chomizki ist mit der ehemaligen russischen Eiskunstläufern Marija Butyrskaja verheiratet, mit der er zwei Kinder hat.